# Раст, Грегори
Грегори Раст (нем. Grégory Rast, род. 17 января 1980 в Хаме, Швейцария) — швейцарский профессиональный шоссейный велогонщик. Двукратный чемпион Швейцарии в групповой гонке в 2004 и 2007 годах. Участник летних Олимпийских игр 2004 и 2012 годов.

## Победы
| 2002 - Чемпион Швейцарии до 23 лет в групповой гонке 2004 - Чемпион Швейцарии в групповой гонке 2006 - Чемпион Швейцарии в групповой гонке 2007 - Тур Люксембурга — этап 4 и генеральная классификация | 2008 - Гран-при Стамбула (этап Тура Турции) 2009 - Тур Люксембурга — пролог - Тур де Франс — этап 4 (ТТТ) - Тур Романдии — спринтерская классификация 2013 - Тур Швейцарии — этап 6 |

## Статистика выступлений наГранд Турах
| Гранд Тур | 2005 | 2006 | 2007 | 2008 | 2009 | 2010 | 2011 | 2012 | 2013 |
| --------- | ---- | ---- | ---- | ---- | ---- | ---- | ---- | ---- | ---- |
| Джиро     | 120  | 94   | -    | -    | -    |      | -    | -    | -    |
| Тур       | -    | -    | сход | -    | 138  | 114  | -    | -    | -    |
| Вуэльта   | -    | -    | -    | -    | -    | -    | -    | 92   | 77   |